# Hugues Rambier
 (juillet 2023).
Hugues Rambier, né le 18 décembre 1981 à Bastia (Haute-Corse), est un auteur-compositeur-interprète français.

## Biographie
Il se fait connaître au début des années 2000 avec son groupe La Mauvaise Herbe.
Depuis 2017, il fait partie du Collectif Haut Les Mots, collectif de chanson française basé à Saint-Étienne parrainé par Fred Burguiere .
En 2019, il collabore pour l'album Les choses fondamentales avec Gilou, Joel Favreau  et Fred Burguière.  Pour l'occasion et avec le soutien de la mairie de Saint-Étienne Métropole, il réalise avec son groupe un clip au Stade Geoffroy-Guichard sur la chanson "Odeur Naphtaline".
En 2022, il sort son premier album solo Le temps d'avant, album où apparaissent entre autres Francis Lalanne et Joel Favreau,.
En 2024, il participe à l'interprétation de la chanson collective "Le Dernier Mot", composée par Francis Lalanne en soutien à Paul Watson. Ce projet rassemble des artistes tels que Florent Pagny, Zazie, Cali et Nicoletta. Le clip officiel de la chanson, disponible sur YouTube, témoigne de la mobilisation nationale autour de cette initiative.

## Discographie

### Avec La Mauvaise Herbe
- 2001 : Un cri
- 2005 : Toujours pas fauchée
- 2015 : De lierre et d'aujourd'hui
- 2019 : Les choses fondamentales

### Solo
- 2022 : Le temps d'avant